# Addis Black Widow
Addis Black Widow war ein schwedisches R&B-Duo. Die Mitglieder waren die Sänger/Rapper Cream (Dianne Wiston) und Pigeon (Armias Mamo). Die Band war von 1995 bis etwa 2010 aktiv.
Größere Hits der Gruppe waren Innocent, welcher die Charts in England und Schweden erreichte, sowie Goes Around Comes Around. Mit dem Titel Clubbin erreichten sie beim Melodifestivalen 2007 nur den letzten Platz.

## Diskografie
Alben
- 1996: The Battle of Adwa
- 2001: ABW
- 2009: Album III